# Olimpiai Stadion (Helsinki)
A Helsinki Olimpiai Stadion egy 1938-ban átadott atlétikai és labdarúgó-stadion Helsinkiben, Finnországban. Ez a stadion ad otthont a finn labdarúgó-válogatott hazai mérkőzéseinek. Befogadóképessége 40 000 fő számára biztosított, amely mind ülőhely. 
Itt rendezték az 1952. évi nyári olimpiai játékokat és az 1983-as és a 2005-ös atlétikai-világbajnokságot, illetve az 1971-es, 1994-es és a 2012-es atlétikai Európa-bajnokságot.

## Emlékezetes mérkőzések

### Az 1952. évi nyári olimpia döntője
| Dátum              | Pályaválasztó | Vendég      | Eredmény |
| ------------------ | ------------- | ----------- | -------- |
| 1952. augusztus 2. | Magyarország  | Jugoszlávia | 2–0      |

## Külső hivatkozások
- Az Olimpiai Stadion hivatalos honlapja